# Pierre de Coulevain
Pierre de Coulevain, eigentlich Jeanne Philomène Laperche (* 9. April 1853 in Bordeaux, Département Gironde; † 16. März 1927 in Boulogne-Billancourt, Département Hauts-de-Seine), war eine französische Schriftstellerin. Ein weiteres Pseudonym war Hélène Favre de Coulevain.

## Leben
Die Eltern von Coulevain leiteten ein Hotel in Bordeaux. Als 1879 ihr Vater starb, verkaufte die Mutter den Betrieb und ging mit ihren beiden Kindern nach Paris. Dort bekam Paul eine Anstellung am Appellationsgericht (Cour d’appel), und seine Schwester Jeanne Philomène sollte verheiratet werden.
1881 machte Coulevain dann auch die Bekanntschaft von Jean Fernand-Lafargue (1856–1903), einem bei der Chambre de députes akkreditierten Journalisten, und heiratete ihn im darauf folgenden Jahr. Das Paar hatte einen Sohn, René (* 1883). Unterstützt und gefördert von ihrem Ehemann begann Coulevain ebenfalls zu schreiben und konnte 1898 mit ihrem ersten Roman Noblesse américaine erfolgreich debütieren. 1901 folgte ihr zweiter Roman Éve victorieuse, mit dem sie ebenfalls sehr erfolgreich war. 1903 starben kurz nacheinander ihre Mutter und ihr Ehemann. Zusammen mit ihrem Ehemann war Coulevain Mitglied der Société des gens de lettres.
Im Herbst 1903 ging ihr Sohn René nach Nancy (Département Meurthe-et-Moselle), um dort Forstwissenschaften an der École nationale des eaux et forêts zu studieren. Als 1904 Caroline de Broutelles (1865–nach 1945), die Chefredakteurin der Zeitschrift La vie heureuse, den Literaturpreis Prix Femina initiierte, berief sie neben anderen auch Coulevain in die Jury.
Coulevain begann zu reisen und hielt sich u. a. 1905 mehrere Monate in England auf. Ihre Erlebnisse dort verarbeitete sie dann in ihrem Buch L’île inconnue. Weitere Reisen führten sie nach Marseille, Venedig und Rom. Nach dem Tod ihres Sohnes im Ersten Weltkrieg schrieb und veröffentlichte Coulevain nichts mehr.
Seit ihrer Kindheit in Bordeaux war Coulevain mit dem späteren Arzt Anatole Dussaut (1857–1906) bekannt und wurde später dann auch Patin von dessen Sohn Robert Dussaut (1896–1969).

## Ehrungen
- 1899 Prix Montyon (Académie française) für Noblesse américaine
- 1902 Prix Montyon für Ève victorieuse

## Werke (Auswahl)
Autobiografisches
- L’île inconnue. Mœurs anglaises. Calman-Lévy, Paris 1906.
- Au cœur de la vie. Calman-Lévy, Paris 1913.

Kinderbücher
- L’épreuve de Georges (= Bibliothèque rose illustrée). Hachette, Paris 1933 (EA Paris 1888, illustriert von André Pécoud)

Romane
- Noblesse américaine. Ollendorf, Paris 1914 (EA Paris 1898)
- Ève victorieuse. Calman-Lévy, Paris 1900.
  - Deutsch: Die siegreiche Eva. Engelhorn, Stuttgart 1904 (2 Bände, übersetzt von Natalie von Rümelin)
- Sur la branche. Calman-Lévy, Paris 1904.
  - Deutsch: Auf dem Zweig. Sauerländer, Aarau 1912 (übersetzt von Lina Deppe)
- Roman merveilleux. Calman-Lévy, Paris 1913.